# Organización Marítima Internacional
La Organización Marítima Internacional (OMI, en inglés: International Maritime Organization; siglas: IMO, en francés: Organisation maritime internationale), es un organismo especializado de las Naciones Unidas que promueve la cooperación entre Estados y la industria de transporte para mejorar la seguridad marítima y para prevenir la contaminación marina. Recientes iniciativas de la OMI han incluido reformas al Convenio Internacional para la Seguridad de la Vida Humana en el Mar (SOLAS) y al Convenio Internacional para prevenir la contaminación por los Buques (MARPOL 73/78). Su sede se encuentra en Londres, Inglaterra, Reino Unido.
Sus primeras reuniones datan de 1959. Originalmente tenía carácter consultivo, por lo que se la conocía como OCMI (Organización Consultiva Marítima Internacional) o IMCO por sus siglas en inglés y sus recomendaciones eran de carácter optativo.

## Historia
La organización fue creada por el Convenio de 6 de marzo de 1948 constitutivo de la Organización Marítima Internacional.
Otros Convenios se han firmado posteriormente.
Las disposiciones de los Convenios son de cumplimiento obligatorio de los Estados parte de cada uno de ellos y estos a su vez si lo desean les llega el compromiso de hacer efectiva esas disposiciones a bordo de los buques que tengan derecho a enarbolar su pabellón o como fuere el caso.
Cada Convenio tiene un ámbito de aplicación específico y si bien en grandes rasgos puede afirmarse que se aplica a los buques dedicados al tráfico internacional esto no es así en todos los casos.
Los principales convenios y otros instrumentos jurídicos son:
- Convenio internacional para prevenir la contaminación de las aguas del mar por hidrocarburos.
- Convenio SOLAS, Convenio internacional para la seguridad de la vida humana en el mar, 1974.[2]
- Convenio MARPOL, Convenio internacional para prevenir la contaminación por los buques.[3]
- Convención STCW, Convenio internacional sobre normas de formación, titulación y guardia para la gente de mar.[4]
- Código IMDG, Código Marítimo Internacional de Mercancías Peligrosas, de carácter obligatorio desde 2003.
- Reglamento Internacional para Prevenir Abordajes, 1972.[5]
- Convenio de líneas de carga Convenio internacional sobre líneas de carga 1966 y Protocolo de 1988.[6]
- Convenio SAR, Convenio internacional sobre búsqueda y salvamento marítimos.[7]
- Convenio de arqueo Convenio internacional sobre arqueo de buques 1969.
- Convenio de intervención, Convenio internacional relativo a la intervención en alta mar en casos de accidentes que causen una contaminación por hidrocarburos, 1969.
- Acuerdo de Ciudad del Cabo de 2012 sobre la seguridad de los buques pesqueros.
- Convenio de facilitación, Convenio para facilitar el tráfico marítimo internacional, 1965, enmendado. Las enmiendas de 2016 entraron en vigor el 1 de enero de 2018.[8]

## Organización
La Organización estará constituida por una Asamblea, un Consejo, un Comité de Seguridad Marítima, un Comité Jurídico, un Comité de Protección del Medio Marino, un Comité de Cooperación Técnica, un Comité de Facilitación y los órganos auxiliares que la organización juzgue necesario crear en cualquier momento, y una Secretaría.

### Asamblea
La Asamblea estará constituida por todos los miembros.La Asamblea se reunirá en periodos de sesiones ordinarios una vez cada dos años. 
Las funciones de la Asamblea son:
1. Elegir entre sus miembros, no comprendidos los miembros asociados, en cada período de sesiones ordinario, un presidente y dos vicepresidentes que permanecerán en funciones hasta el siguiente período de sesiones ordinario.
2. Establecer su propio reglamento interior, salvo disposición en otro sentido que pueda figurar en el Convenio.
3. Constituir los órganos auxiliares temporales o, siguiendo la recomendación del Consejo, permanentes, que juzgue necesarios.
4. Elegir los miembros que hayan de estar representados en el Consejo de conformidad con lo dispuesto en el artículo 17.
5. Hacerse cargo de los informes del Consejo y examinarlos, y resolver toda cuestión que le haya sido remitida por el Consejo.
6. Aprobar el programa de trabajo de la organización.
7. Someter a votación el presupuesto y establecer las medidas de orden financiero de la organización
8. Revisar los gastos y aprobar las cuentas de la organización.
9. Desempeñar las funciones propias de la organización a condición, no obstante, de que las cuestiones relacionadas con los párrafos a y b del artículo 2 sean remitidas por la Asamblea al Consejo para que este formule las recomendaciones o prepare los instrumentos pertinentes, a condición, además, de que cualesquiera recomendaciones o instrumentos sometidos por el Consejo a la Asamblea y no aceptados por esta sean remitidos de nuevo al Consejo a fines de examen ulterior, con las observaciones que la Asamblea pueda haber hecho.
10. Recomendar a los miembros la aprobación de reglas y directrices relativas a la seguridad marítima, a la prevención y contención de la contaminación del mar ocasionada por los buques y a otras cuestiones relacionadas con los efectos de la navegación marítima en el medio marino, asignadas a la organización por aplicación directa de instrumentos internacionales o en virtud de lo dispuesto en estos, o la aprobación de las enmiendas a tales reglas y directrices que le hayan sido remitidas.
11. Tomar las medidas que estime apropiadas para fomentar la cooperación técnica de conformidad con el artículo 2.e, teniendo en cuenta las necesidades especiales de los países en desarrollo.
12. Decidir en cuanto a la convocación de toda conferencia internacional o a la adopción de cualquier otro procedimiento idóneo para la aprobación de convenios internacionales o de enmiendas a cualesquiera convenios internacionales que hayan sido preparados por el Comité de Seguridad Marítima, el Comité Jurídico, el Comité de Protección del Medio Marino, el Comité de Cooperación Técnica, el Comité de Facilitación u otros órganos de la Organización.
13. Remitir al Consejo, para que este las examine o decida acerca de ellas, todas las cuestiones que sean competencia de la organización, con la salvedad de que la función relativa a la formulación de recomendaciones en virtud del párrafo j del presente artículo no podrá ser delegada.

### Consejo

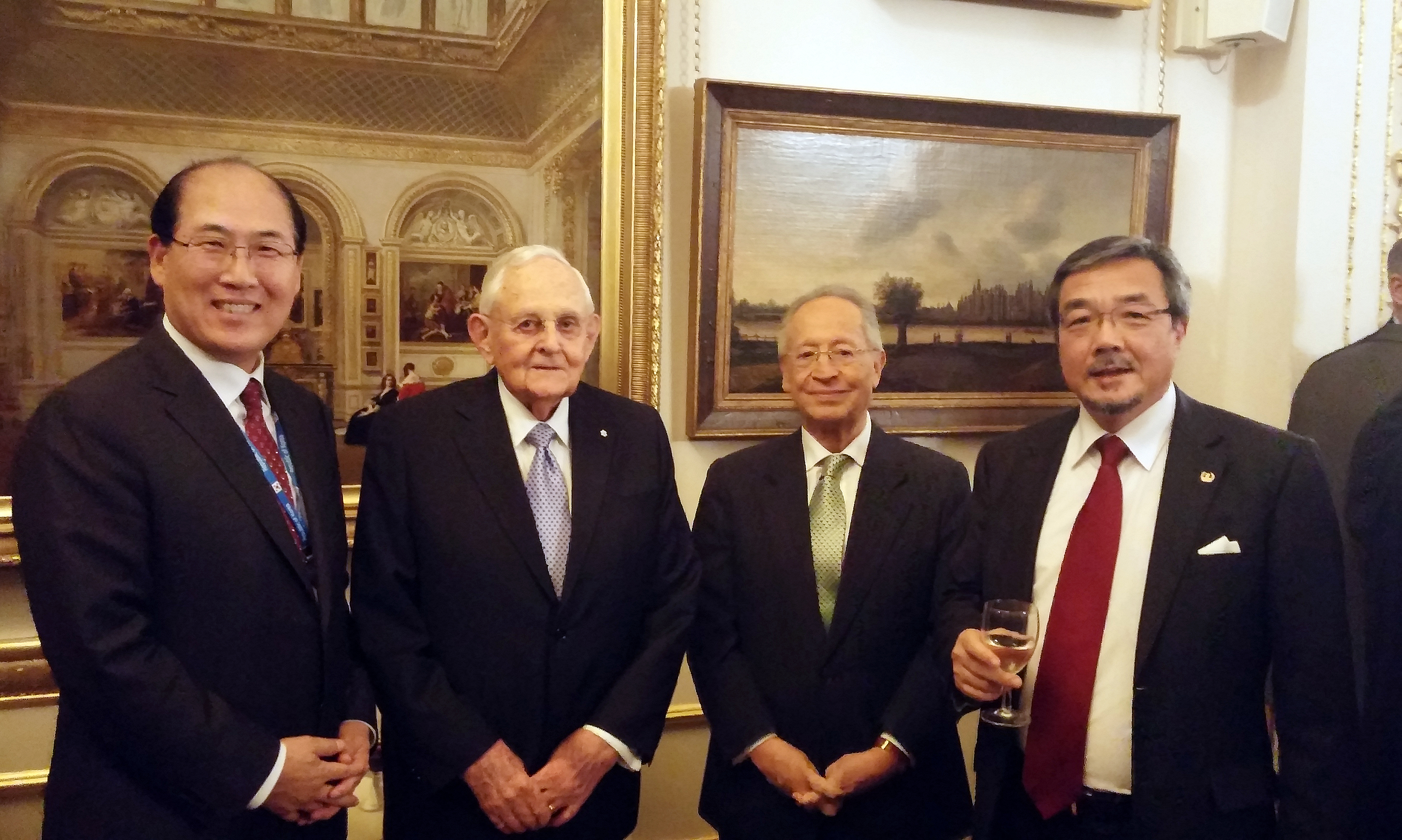
Secretarios Generales de la OMI. De izquierda a derecha: Secretario General electo, Sr. Kitack Lim, Secretario General Emérito, Sr. William A. O'Neil (Secretario General de la OMI durante el periodo 1990-2003); Secretario General Emérito Sr. Efthimios E. Mitropoulos (Secretario General de la OMI durante el periodo 2004-2011); Secretario General de la OMI Sr. Koji Sekimizu (Secretario General de la OMI durante el periodo 2012-2015).

El Consejo estará integrado por cuarenta miembros elegidos por la Asamblea. En la elección de Miembros del Consejo, la Asamblea observará los siguientes criterios:
- Diez serán Estados con los mayores intereses en la provisión de servicios marítimos internacionales;
- Diez serán otros Estados con los mayores intereses en el comercio marítimo internacional;
- Veinte serán los Estados no elegidos con arreglo a lo dispuesto en anteriormente, que tengan intereses especiales en el transporte marítimo o en la navegación y cuya integración en el Consejo garantice la representación de todas las grandes regiones geográficas del mundo.

El Consejo elegirá a su presidente y,  con aprobación de la Asamblea, nombrará al Secretario General. Asimismo tomará también disposiciones para el nombramiento del personal que pueda ser necesario
Establecerá su reglamento interior y se reunirá con la frecuencia que sea necesaria para el buen desempeño de sus funciones.
Entre sus funciones se encuentran: 
a. El Consejo examinará los proyectos de programa de trabajo y de presupuesto preparados por el Secretario General considerando las propuestas del Comité de Seguridad Marítima, el Comité Jurídico, el Comité de Protección del Medio Marino, el Comité de Cooperación Técnica, el Comité de Facilitación u otros órganos de la Organización y, teniendo éstas presentes, establecerá y someterá a la consideración de la Asamblea el programa de trabajo y el presupuesto de la Organización, habida cuenta de los intereses generales y prioridades de la Organización.
b. El Consejo se hará cargo de los informes, propuestas y recomendaciones del Comité de Seguridad Marítima, el Comité Jurídico, el Comité de Protección del Medio Marino, el Comité de Cooperación Técnica, el Comité de Facilitación u otros órganos de la Organización y, junto con sus propias observaciones y recomendaciones, los transmitirá a la Asamblea o, si esta no está reunida, a los Miembros, a fines de información.
c. Las cuestiones regidas por los artículos 28, 33, 38, 43 y 48 del Convenio Constitutivo no serán examinadas por el Consejo hasta conocer la opinión del Comité de Seguridad Marítima, el Comité Jurídico, el Comité de Protección del Medio Marino, el Comité de Cooperación Técnica o el Comité de Facilitación, según proceda.
Asimismo, el Consejo podrá concertar acuerdos o arreglos referentes a las relaciones de la organización con otras organizaciones, de conformidad con lo dispuesto en la parte XVI. Dichos acuerdos o arreglos estarán sujetos a la aprobación de la Asamblea.

### Comité de Seguridad Marítima
Está regulado en la Parte VII del Convenio de 6 de marzo de 1948 constitutivo de la Organización Marítima Internacional hecho en Ginebra.
El Comité de Seguridad Marítima (CSM) es el encargado de examinar todas las cuestiones que sean competencia de la organización en relación con ayudas a la navegación, construcción y equipo de buques, dotación desde un punto de vista de seguridad, reglas destinadas a prevenir abordajes, manipulación de cargas peligrosas, procedimientos y prescripciones relativos a la seguridad marítima, información hidrográfica, diarios y registros de navegación, investigación de siniestros marítimos, salvamento de bienes y personas, y toda otra cuestión que afecte directamente a la seguridad marítima.
El Comité de Seguridad Marítima someterá a la consideración del Consejo:
- Las propuestas de reglas de seguridad o de enmiendas a reglas de seguridad, que el comité haya elaborado.
- Las recomendaciones y directrices que el comité haya elaborado.
- Un informe acerca de la labor desarrollada por el comité desde la celebración del precedente período de sesiones del Consejo.

### Sede

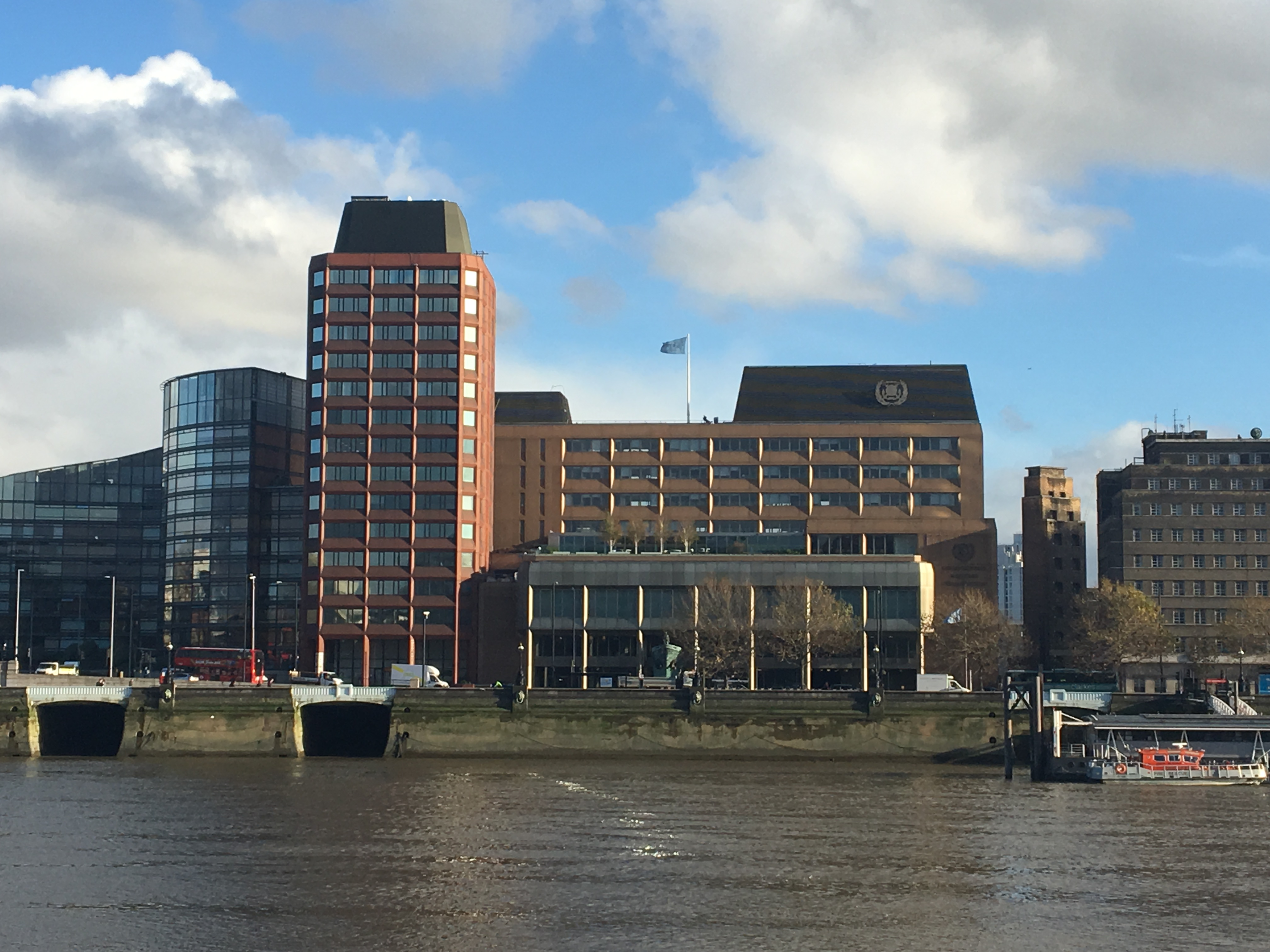
Sede de la Organización Marítima Internacional. Albert Embankment, Londres. (2016).

La sede de la OMI se encuentra en un gran edificio construido expresamente frente al río Támesis en el Albert Embankment, en Lambeth, Londres. La organización se trasladó a su nueva sede a finales de 1982, siendo el edificio inaugurado oficialmente por la Reina Isabel II el 17 de mayo de 1983. Los arquitectos del edificio fueron Douglass Marriott, Worby & Robinson. La fachada del edificio está dominada por una escultura de bronce de siete metros de altura y diez toneladas de peso que representa la proa de un barco, con un marino solitario que vigila. La anterior sede de la OMI estaba en el 101 de Piccadilly (ahora sede de la Embajada de Japón en Londres), anteriormente en el 22 de Berners Street en Fitzrovia y originalmente en Chancery Lane.